# ポーハタン級艦隊航洋曳船
ポーハタン級艦隊航洋曳船（ポーハタンきゅうかんたいこうようえいせん、英語: Powhatan class fleet ocean tug）はアメリカ海軍の航洋タグボートの艦級。

## 設計
設計面では、民間のプラットフォーム補給船に準拠しており、商船規格で建造されている。なお、船体形状は、特殊なダブルチャイン型とされた。主機関としては、ゼネラルモーターズ社のEMD 20-645X7ディーゼルエンジンを2基搭載した。また推進器としては、スクリュープロペラ2軸のほか、出力300馬力のバウスラスター1基も備えている。陸岸曳引力は60トン。
艦尾甲板は広大な作業甲板とされており、曳航やサルベージ、潜水作業支援、水難救助、消防など多目的に用いられる。潜水作業支援にあたる場合、作業甲板にMk.1 mod.1潜水支援モジュール（重量90トン）を搭載し、海軍の潜水士20名を支援できる。作業甲板直前の船楼後端部右舷には力量10トンの電気油圧式クレーンを備えており、物資・装備の揚降や移動に用いられる。なお、平時は非武装だが、必要に応じて20mm単装機銃2基と12.7mm機銃2挺を搭載することができる。

## 同型艦
1975年度計画で1隻、1976年度計画で3隻が建造された。また1978年度計画では5隻の建造が計画されたものの、3隻のみが認められた。これらは、1979年より順次に海上輸送司令部 （MSC）で就役を開始した。
| #         | 艦名                             | 起工       | 就役       | 退役          | その後                                                |
| --------- | -------------------------------- | ---------- | ---------- | ------------- | ----------------------------------------------------- |
| T-ATF-166 | ポーハタン USNS Powhatan         | 1976年9月  | 1979年6月  | 1999年2月     | 民間船として傭船されたのち、 2008年にトルコ海軍に売却 |
| T-ATF-167 | ナラガンセット USNS Narragansett | 1977年5月  | 1979年1月  | 1999年10月    | 民間船として傭船                                      |
| T-ATF-168 | カトーバ USNS Catawba            | 1977年12月 | 1980年5月  | MSCにて就役中 | MSCにて就役中                                         |
| T-ATF-169 | ナバホ USNS Navajo               | 1977年12月 | 1980年6月  | MSCにて就役中 | MSCにて就役中                                         |
| T-ATF-170 | モホーク USNS Mohawk             | 1979年3月  | 1980年10月 | 2005年8月     |                                                       |
| T-ATF-171 | スー USNS Sioux                  | 1979年3月  | 1981年5月  | MSCにて就役中 | MSCにて就役中                                         |
| T-ATF-172 | アパッチ USNS Apache             | 1979年3月  | 1981年7月  | MSCにて就役中 | MSCにて就役中                                         |